# Acalypha subintegra
Acalypha subintegra är en törelväxtart som beskrevs av Airy Shaw. Acalypha subintegra ingår i släktet akalyfor, och familjen törelväxter. Inga underarter finns listade i Catalogue of Life.